# Le Teilleul (Le Teilleul)
Le Teilleul ist eine Ortschaft und eine ehemalige französische Gemeinde mit 1.219 Einwohnern (Stand 1. Januar 2022) im Département Manche in der Region Normandie. Sie gehörte zum Kanton Le Mortainais im Arrondissement Avranches.
Mit Wirkung vom 1. Januar 2016 wurden die bisherigen Gemeinden Le Teilleul, Ferrières, Heussé, Husson und Sainte-Marie-du-Bois zur namensgleichen Commune nouvelle Le Teilleul zusammengelegt. Die ehemaligen Gemeinden haben in der neuen Gemeinde den Status einer Commune déléguée. Der Verwaltungssitz befindet sich im Ort Le Teilleul.

## Geografie
Le Teilleul liegt im Süden des Départements Manche im Pays de la Baie du Mont-Saint-Michel (Landstrich der Bucht des Mont-Saint-Michel), 74 Kilometer nordöstlich von Rennes und 31 Kilometer nordöstlich von Fougères. In der Umgebung liegen die Weiler Cour de Houessey und Courteille sowie der Teich Étang de Morette. Le Teilleul ist von Weiden und Äckern umgeben, die typische Ackergrenzen der Bocage aufweisen.

## Geschichte
Der Ortsname ist vom französischen Wort tilleul abgeleitet, es bedeutet „Lindenbaum“.
1793 erhielt Le Teilleul im Zuge der Französischen Revolution (1789–1799) den Status einer Gemeinde und 1801 das Recht auf kommunale Selbstverwaltung.
| Jahr      | 1793  | 1851  | 1866  | 1896  | 1911  | 1954  | 1982  | 1990  | 1999  | 2006  |
| --------- | ----- | ----- | ----- | ----- | ----- | ----- | ----- | ----- | ----- | ----- |
| Einwohner | 2.380 | 2.604 | 2.422 | 2.104 | 1.945 | 1.660 | 1.542 | 1.433 | 1.377 | 1.309 |

Am meisten Einwohner hatte Le Teilleul 1861, danach nahm die Bevölkerungszahl kontinuierlich ab.

## Sehenswürdigkeiten
Die Kirche Saint-Patrice wurde 1854 nach einem Plan von 1851 fertiggestellt. Sie ist im neunormannischen Stil gehalten. Im Jahr 2006 wurde das Gebäude in das Zusatzverzeichnis der Monuments historiques (historische Denkmale) eingetragen. In der Kirche befindet sich ein Taufbecken aus dem 15. oder 16. Jahrhundert. Es besteht aus Granit und Holz und wurde 1975 als Monument historique eingestuft.